# Малко фламинго
Малкото фламинго (Phoenicopterus minor) е вид птица от семейство Фламингови (Phoenicopteridae). Видът е почти застрашен от изчезване.

## Разпространение
Разпространен е в Ангола, Ботсвана, Бурунди, Камерун, Демократична република Конго, Джибути, Еритрея, Етиопия, Габон, Гамбия, Гвинея, Гвинея-Бисау, Индия, Кения, Лесото, Мадагаскар, Малави, Мавритания, Мозамбик, Намибия, Пакистан, Сенегал, Сиера Леоне, Южна Африка, Танзания, Уганда, Йемен, Замбия и Зимбабве.